# Basílica Santuari Nacional de la Mare de Déu de la Caritat del Cobre
La Basílica Santuari Nacional de la Mare de Déu de la Caritat del Cobre és una basílica menor de l'Església Catòlica dedicada a la Mare de Déu que es troba a Santiago de Cuba.
És un dels llocs més venerats pels cubans, rebent la visita diària de més de 500 persones: la imatge de la Caritat del Cobre està vinculada a la història de Cuba, car acompanyà als camps de batalla les tropes de l'Exèrcit Alliberador contra la metròpoli espanyola.

## Disseny
Va ser construïda el 1926 al poble de El Cobre, a uns 20 kilòmetres a l'oest de Santiago de Cuba. És una església aïllada situada al turó "Cerro de la Cantera", i està unida a la localitat per un camí de 254 graons.
Té 3 naus rematades per torres, amb un campanar central i dues torres coronades per cúpules de maó vermell, amb una façana principal simètrica.
L'església està decorada en tons ocre i blanc. La imatge de la Mare de Déu és d'or i s'alça a un altar mòbil que pot veure's des de tots els racons de la nau principal. Aquest altar és de marbre i plata massissa.
Sota del camarí de la Mare de Déu està la denominada "Capella dels Miracles", un petit espai on els creients deixen ofrenes diverses
Amb motiu de la visita a Cuba del Papa Benet XVI, el santuari va ser sotmès a una remodelació general. Es van instal·lar facilitats per a les persones discapacitades, es van pavimentar els carrers laterals i es van restaurar les instal·lacions circumdants, com la Casa de Retir i Convivència i l'Hospederia.

## Història
Segons la llegenda, el 1613 dos germans descendents d'indígenes, Juan i Rodrigo de Hoyos, i un negret de 9 ó 10 anys anomenat Juan Moreno, buscaven sal a la badia oriental de Nipe i van trobar la imatge de la Mare de Déu flotant al mar. Van portar-la al poblat de Real de Minas, on existia una gran veta de coure a cel obert.
La població va considerar la trobada com a miraculosa, i van construir una ermita per a protegir-la. Van aixecar-la prop del recinte de la mina, al mateix lloc on es troba actualment. El primer santuari es desplomà el 1906 a causa de les explosions i les excavacions de les mines.
Els veterans de la guerra de la independència van escriure el Papa Benet XV perquè coronés la Mare de Déu de la Caritat com a Patrona de Cuba. El 10 de maig de 1916 es rebé la resposta afirmativa del Papa perquè es coronés la Mare de Déu; i el 24 de gener de 1998 el Papa Joan Pau II coronà personalment la Mare de Déu de la Caritat a la Plaça Antonio Maceo de la ciutat de Santiago de Cuba.
El Papa Pau VI envià com a enviat seu el 30 de desembre de 1977 el cardenal Bernardín Gantín amb la butlla amb la qual es proclamà basílica menor.
La imatge només ha sortit del seu santuari en cinc ocasions:
- 1936 – quan va ser coronada per l'arquebisbe de Santiago de Cuba
- 1952 – amb motiu del Cinquantenari de la República
- 1959 – assistí al Congrés Nacional Catòlic a La Habana
- 1998 – és coronada pel Papa Joan Pau II a la plaça Antonio Maceo de Santiago de Cuba
- 2011-2012 – recorre tot el país en celebració dels quart centenari de la trobada de la imatge

## Galeria d'imatges

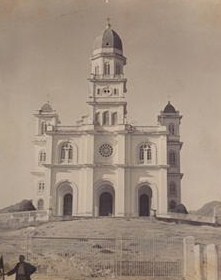
La basílica durant la seva construcció al 1926
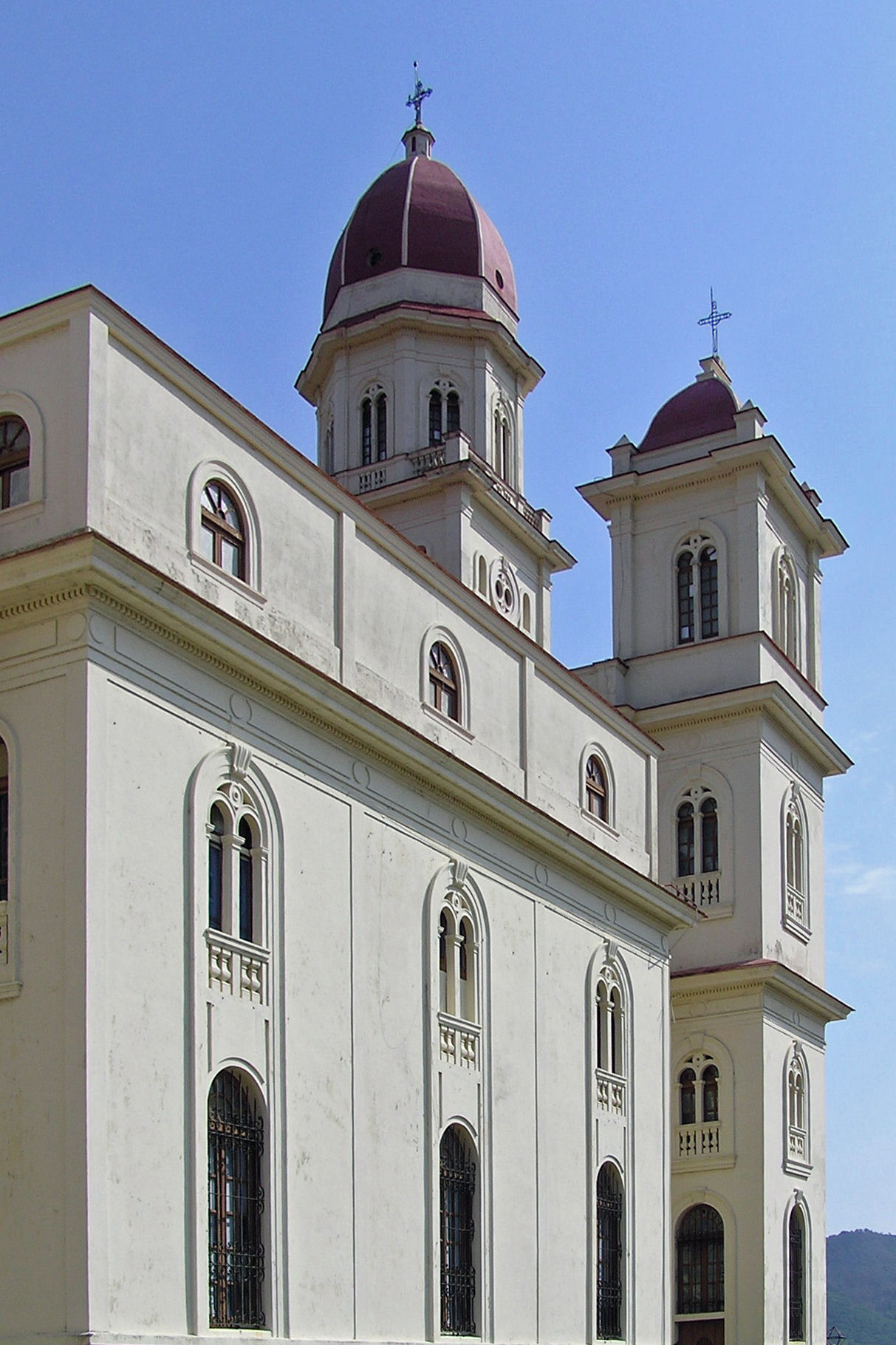
Vista lateral